# Eric Coates
Eric Coates, celým jménem Eric Francis Harrison Coates (27. srpna 1886 Hucknall Tokard – 21. prosince 1957 Chichester) byl anglický violoncellista a skladatel lehké hudby. Je autorem orchestrálních skladeb, písní, pochodů a valčíků a filmové hudby.

## Život a dílo

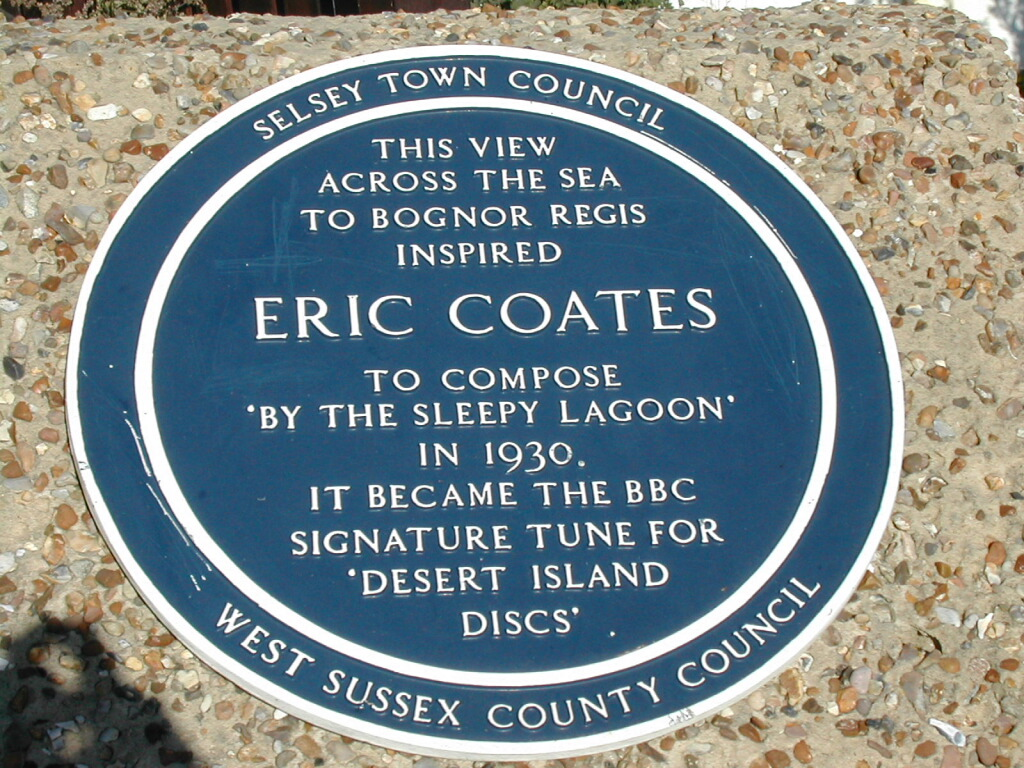
Pamětní deska v Selsey připomínající vznik skladby U ospalé laguny

Narodil se v hrabství Nottinghamshire jako syn lékaře. Studoval hudbu na Royal Academy of Music v Londýně. K jeho učitelům patřili např. Frederick Corder či Lionel Tertis. Hrál nejprve ve smyčcových kvartetech a doprovodných orchestrech, později v symfonických orchestrech pod vedením Thomase Beechama a Henryho Wooda. V roce 1910 zahájil kariéru instrumentalisty v orchestru Queen's Hall, kde se v roce 1912 se stal prvním violistou.
Během práce v orchestrech komponoval vlastní skladby. V roce 1919 se trvalého angažmá vzdal a nadále se až do smrti živil jako skladatel a příležitostný dirigent. Jeho prvním úspěchem byla předehra The Merrymakers (1922), více ho však proslavil valčík U ospalé laguny (By the Sleepy Lagoon) a později orchestrální skladba London Suite (1933). Pochod Dam Busters March (1954) se stal slavnou filmovou melodií britského válečného filmu The Dam Busters.  Jeho hudebním vzorem byli skladatelé Edward Elgar a Richard Strauss. Zemřel v Chichesteru na mozkovou mrtvici.
V roce 1953 vyšel jeho vlastní životopis. Jeho syn Austin Coates (1922–1997) byl spisovatel, který žil dlouhá léta v Asii a ve svých dílech psal rozsáhle o tématech souvisejících s asijsko-pacifickým regionem.